# 1824 au royaume uni des Pays-Bas
Chronologie des Pays-Bas
- 1820
- 1821
- 1822
- 1823
- 1824
- 1825
- 1826
- 1827
- 1828

Cette page recense des événements qui se sont produits durant l'année 1824 du calendrier grégorien au royaume uni des Pays-Bas.

## Chronologie

### Mars
- 29 mars : le roi Guillaume Ier fonde la Société de commerce néerlandaise (Nederlandsche Handel-Maatschappij) dans le but de favoriser les exportations, principalement vers l'empire colonial néerlandais.